# Lapės

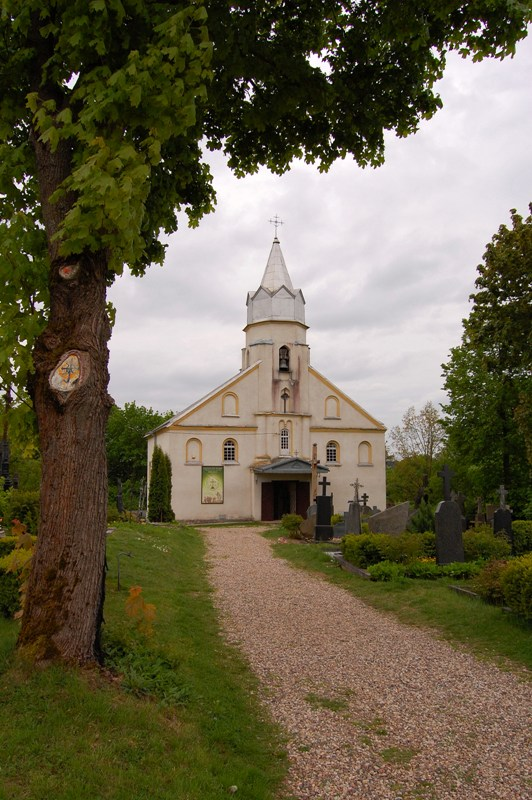
Johannes-der-Täufer-Kirche in Lapės

Lapės ist offiziell ein „Städtchen“ (miestelis) in der Rajongemeinde Kaunas, Litauen. Es liegt nordöstlich von Kaunas am rechten Ufer der Neris. In Lapės gibt es eine Hauptschule, eine Bibliothek (seit 1955), eine Poststelle (LT-54078) sowie die katholische Johannes-der-Täufer-Kirche (gebaut 1620 oder 1639, erneuert 1899). In der Vergangenheit gab es den Gutshof Lapės mit der Burg Lapės (17. Jahrhundert).
Lapės hat 1218 Einwohner (2011). In Lapės wurde 1995 der private litauische Fernsehsender Laisvas ir nepriklausomas kanalas in Betrieb genommen.

## Name
Auf Litauisch bedeutet lapė „Fuchs“ und lapės „Füchse“.